# Diascia cardiosepala
Diascia cardiosepala là một loài thực vật có hoa trong họ Huyền sâm. Loài này được Hiern mô tả khoa học đầu tiên năm 1904.